# Горња Бочиња
Горња Бочиња је насељено мјесто у Босни и Херцеговини, у општини Маглај, које административно припада Федерацији Босне и Херцеговине. Према попису становништва из 1991. у насељу је живјело 777 становника.
Овде се налази Храм Преподобне мати Параскеве - Свете Петке у Бочињи.

## Становништво
| Демографија | Демографија | Демографија |
| Година      | Становника  | Становника  |
| ----------- | ----------- | ----------- |
| 1971.       | 1.085       |             |
| 1981.       | 902         |             |
| 1991.       | 777         |             |